# 건물번호

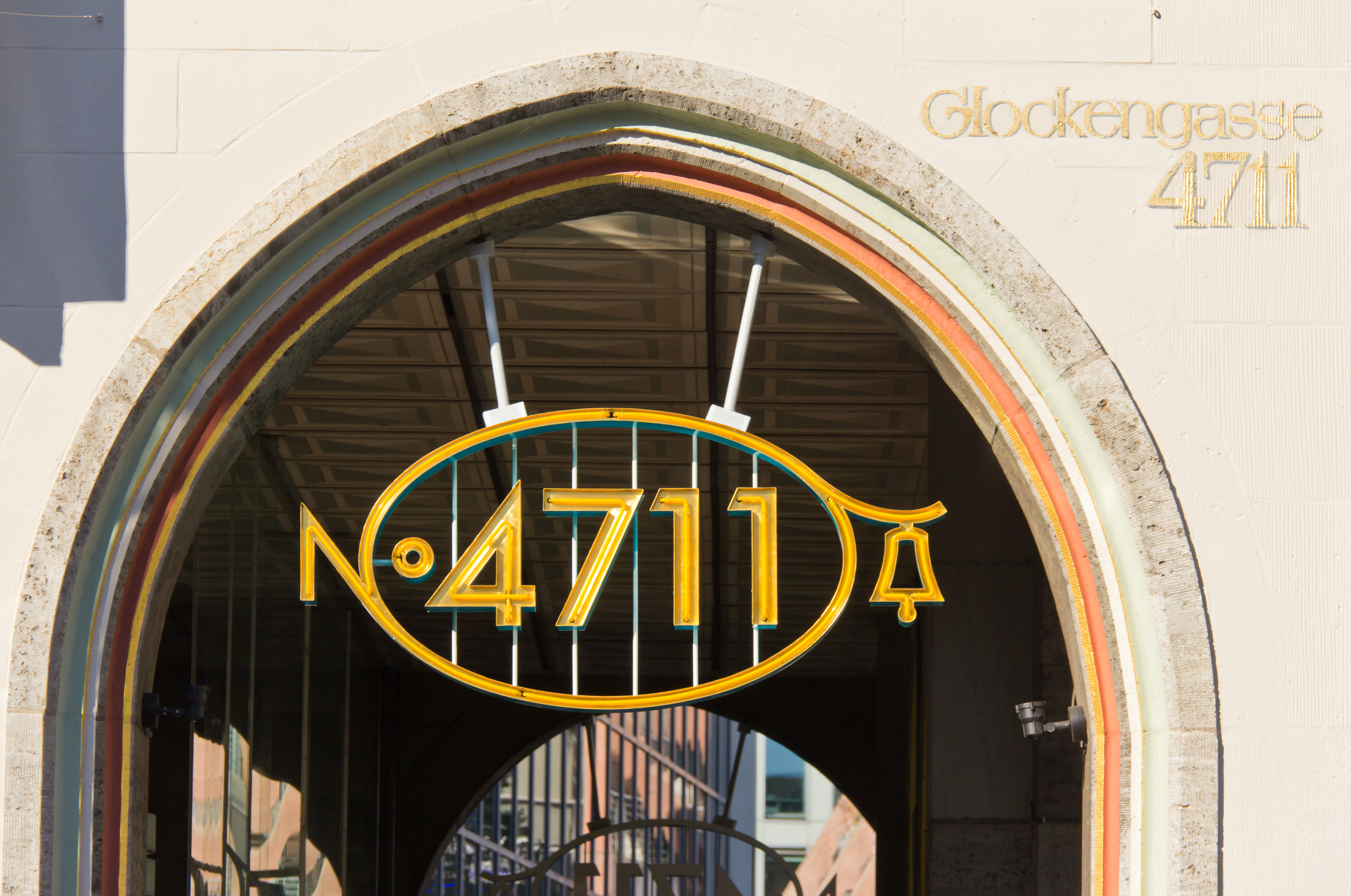
독일 쾰른의 Glockengasse 4711번 건물 입구. 여기에는 4711이라는 브랜드의 향수 제조 업체가 있다.

건물번호(建物番號)는 일정한 지역 내에서 건물의 위치를 표시하기 위해 규칙에 따라 건물에 부여되는 번호이다. 지번과는 다르다.